# SV Meppen (féminines)
 (août 2025).
Si vous disposez d'ouvrages ou d'articles de référence ou si vous connaissez des sites web de qualité traitant du thème abordé ici, merci de compléter l'article en donnant les références utiles à sa vérifiabilité et en les liant à la section « Notes et références ».
Actualités
L'équipe féminine de football du SV Meppen est une des sections du SV Meppen. Elle est créée en 2011, à la suite de l'absorption du SV Victoria Gernsten. L'équipe évolue en deuxième division du championnat d'Allemagne de football féminin.

## Histoire

### SV Victoria Gersten
Le SV Victoria Gersten est fondé en 1947. En 1993, l'équipe féminine monte en Oberliga Nord, le deuxième niveau du football allemand à cette époque. En 2000, l'équipe est vice-championne et participe au tournoi de montée en première division, mais avec un seul match nul ne parvient pas à rejoindre l'élite du football féminin allemand. Le club sera de nouveau vice-champion en 2002, échouera dans les barrages de montée et en 2004, il décide de ne pas participer au tournoi.
En 2004, lorsque la deuxième division devient la 2.Bundesliga, le Victoria Gersten fait partie des membres fondateurs et joue dans la poule Nord. L'équipe avec un budget limité se positionnera toujours en milieu de tableau, sauf lors de la saison 2009-2010 où elle atteindra la 3e place.

### SV Meppen
L'équipe de Gersten ayant besoin de plus de soutien financier s'associe en 2011 avec le SV Meppen, comme la fédération n'admet aucune entente de club en Bundesliga, l'équipe joue sous le nom Sportverein Meppen. L'équipe première évolue à Meppen, les équipes jeunes restent à Gersten.
En 2012-2013, le SV Meppen joue pour le titre, restant invaincu 13 matchs d'affilée, mais avec un budget limité le club renonce à une éventuelle promotion en Bundesliga, il finira à la 3e place.
En 2017-2018, le club se qualifie pour la 2.Bundesliga quand celle-ci devient à poule unique et la saison suivante termine à un point d'une éventuelle place de promotion.
Elle sera promue en Frauen Bundesliga pour la saison 2020-2021, bien qu'elle soit arrivée en 4e position de 2. Frauen Bundesliga l'année précédente. En raison de l'interdiction d'avoir deux équipes évoluant au même niveau de compétition, les équipes réserves du VfL Wolfsbourg et du TSG 1899 Hoffenheim ne peuvent en effet évoluer en première division.